# Astroscopus zephyreus
Il pesce astronomo (Astroscopus zephyreus Gilbert & Starks, 1897) è un pesce osseo della famiglia Uranoscopidae che generalmente si mimetizza nella sabbia dei fondali lasciando apparire gli occhi e la bocca.

## Descrizione
Si distingue per la sua capacità mimetica.
Può raggiungere anche i 35 centimetri di lunghezza.

## Distribuzione e habitat
Vive su fondali sabbiosi delle regioni tropicali dell'oceano Pacifico orientale, dal golfo della California al nord del Perù.